# Stoczek (gemeente)
De gemeente Stoczek is een landgemeente in het Poolse woiwodschap Mazovië, in powiat Węgrowski.
De zetel van de gemeente is in Stoczek.
Op 30 juni 2004 telde de gemeente 5362 inwoners.

## Oppervlakte gegevens
In 2002 bedroeg de totale oppervlakte van gemeente Stoczek 144,31 km², waarvan:
- agrarisch gebied: 57%
- bossen: 38%

De gemeente beslaat 11,84% van de totale oppervlakte van de powiat.

## Demografie
Stand op 30 juni 2004:
| Omschrijving                   | Totaal | Totaal | Vrouwen | Vrouwen | Mannen | Mannen |
| ------------------------------ | ------ | ------ | ------- | ------- | ------ | ------ |
| eenheid                        | aantal | %      | aantal  | %       | aantal | %      |
| inwoners                       | 5362   | 100    | 2706    | 50,5    | 2656   | 49,5   |
| bevolkingsdichtheid (inw./km²) | 37,2   | 37,2   | 18,8    | 18,8    | 18,4   | 18,4   |

In 2002 bedroeg het gemiddelde inkomen per inwoner 1338,77 zł.

## Administratieve plaatsen (sołectwo)
Błotki, Brzózka, Drgicz, Gajówka Zachodnia, Grabowiec, Gruszczyno, Grygrów, Huta Gruszczyno, Kałęczyn, Kozołupy, Majdan, Marianów, Miednik, Mrozowa Wola, Nowe Lipki, Polkowo, Stare Lipki, Stoczek (dwa sołectwa), Topór, Wieliczna, Zgrzebichy, Żulin.

## Overige plaatsen
Działki, Gajówka Wschodnia, Grabiny, Hermanów, Kalaty, Kazimierzów, Księżyzna, Lubierz-Leśniczówka, Toboły-Gajówka, Wycech, Wycech-Gajówka.

## Aangrenzende gemeenten
Korytnica, Kosów Lacki, Liw, Łochów, Miedzna, Sadowne